# Ctenocidaris
Genre
Ctenocidaris est un genre d'oursins antarctiques de la famille des Ctenocidaridae.

## Caractéristiques
Ce sont des oursins réguliers : le test (coquille) est arrondi, avec le péristome (bouche) située au centre de la face orale (inférieure) et le périprocte (appareil contenant l'anus et les pores génitaux) à l'opposé, au sommet de la face aborale (supérieure).
A sein de sa famille, ce genre se distingue par ses radioles dentelées (sauf chez le sous-genre Eurocidaris), munies d'un col court et d'un cou bien distinct.
Ce genre semble d'apparition relativement récente, et est répandu dans l'océan Antarctique.

## Liste d'espèces
Selon World Register of Marine Species (13 novembre 2018) :
- sous-genre Ctenocidaris (Eurocidaris) Mortensen, 1909
  - Ctenocidaris (Eurocidaris) nutrix (Thomson, 1876)
- Ctenocidaris aotearoa McKnight, 1974
- Ctenocidaris geliberti (Koehler, 1912)
- Ctenocidaris pacifica Fell, 1976 (nomen nudum)
- Ctenocidaris perrieri Koehler, 1912
- Ctenocidaris polyplax Mortensen, 1950
- Ctenocidaris rugosa (Koehler, 1926)
- Ctenocidaris speciosa Mortensen, 1910

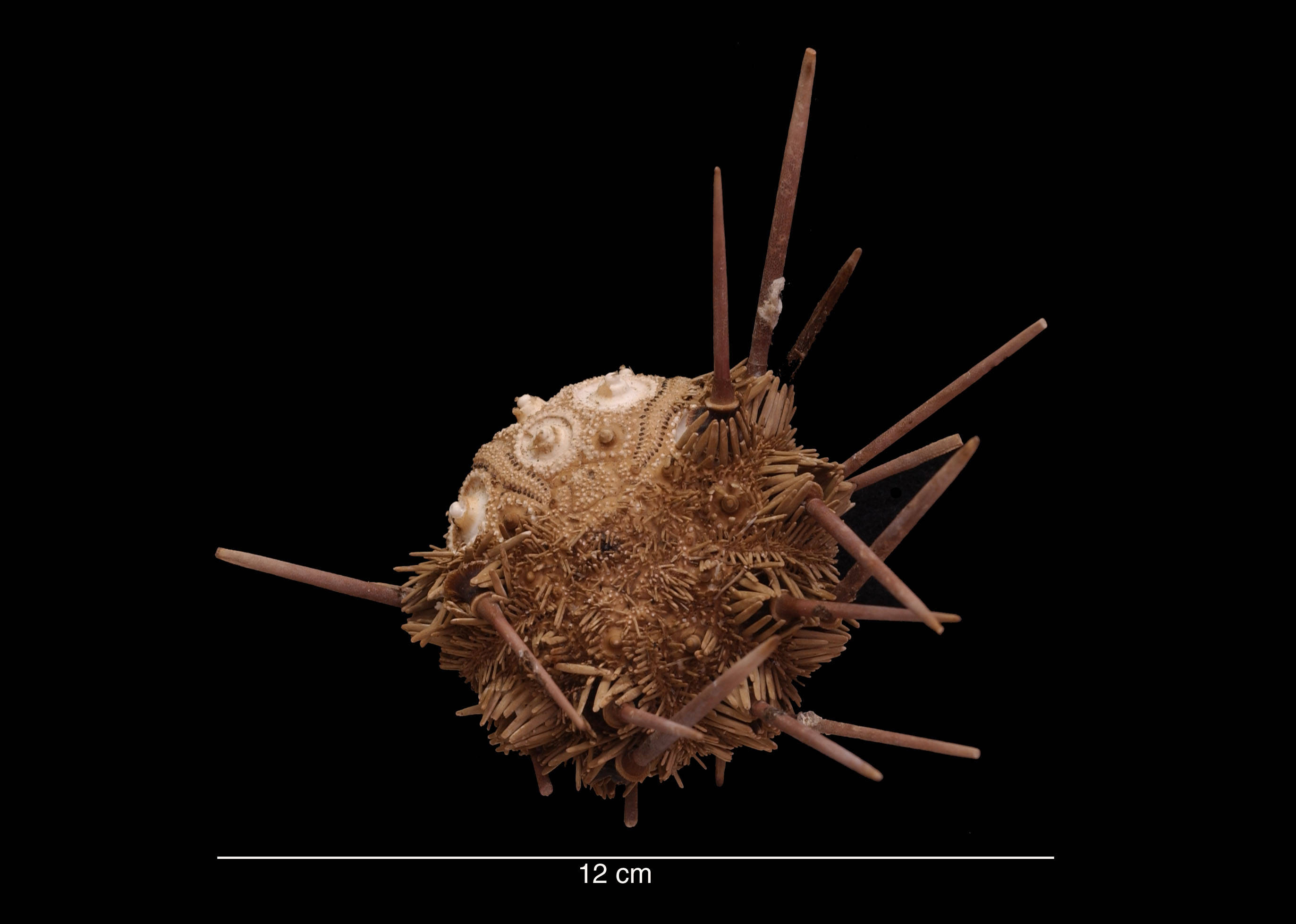
Ctenocidaris geliberti.
Ctenocidaris nutrix.
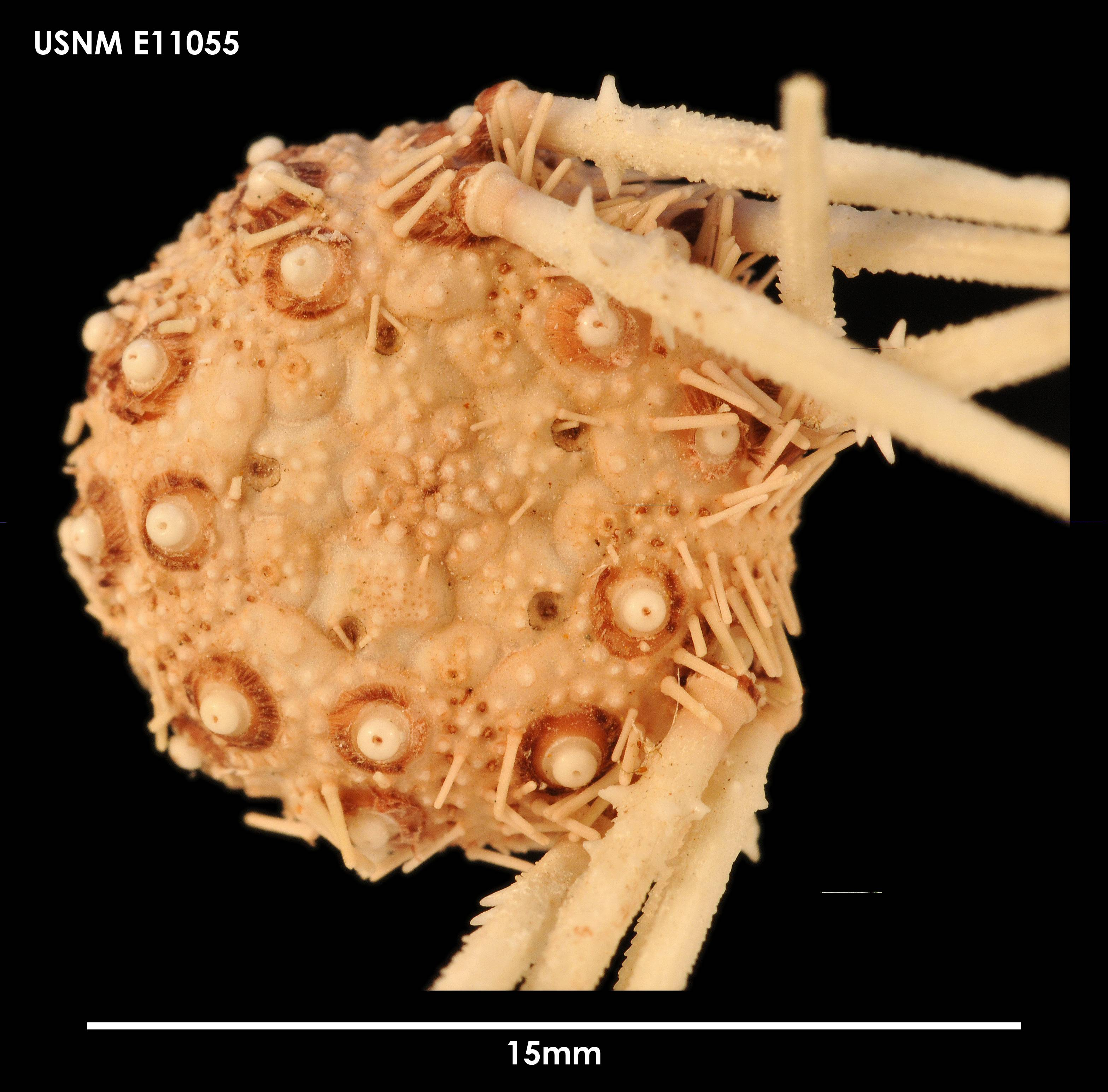
Ctenocidaris pacifica.
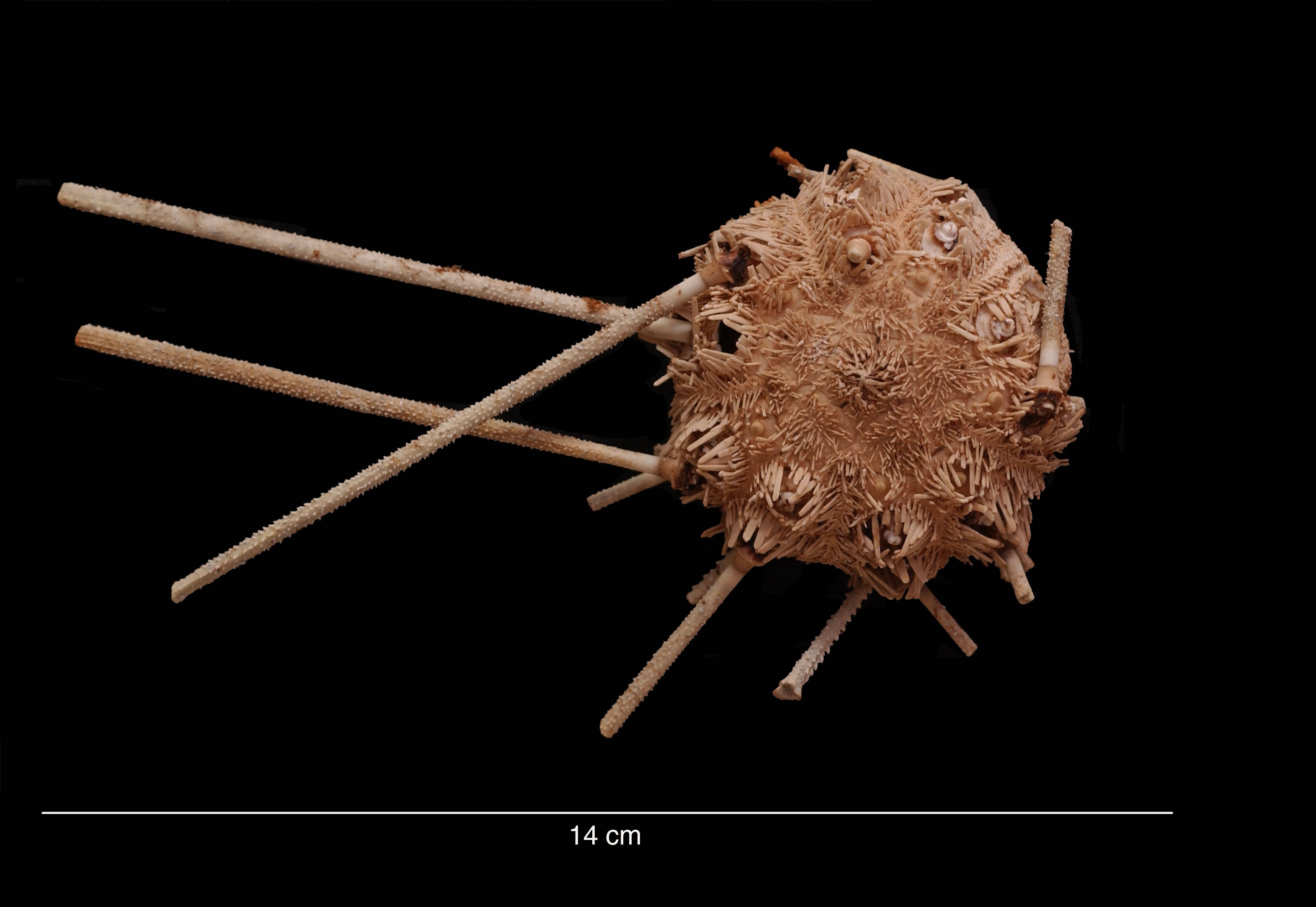
Ctenocidaris perrieri.
Ctenocidaris speciosa.
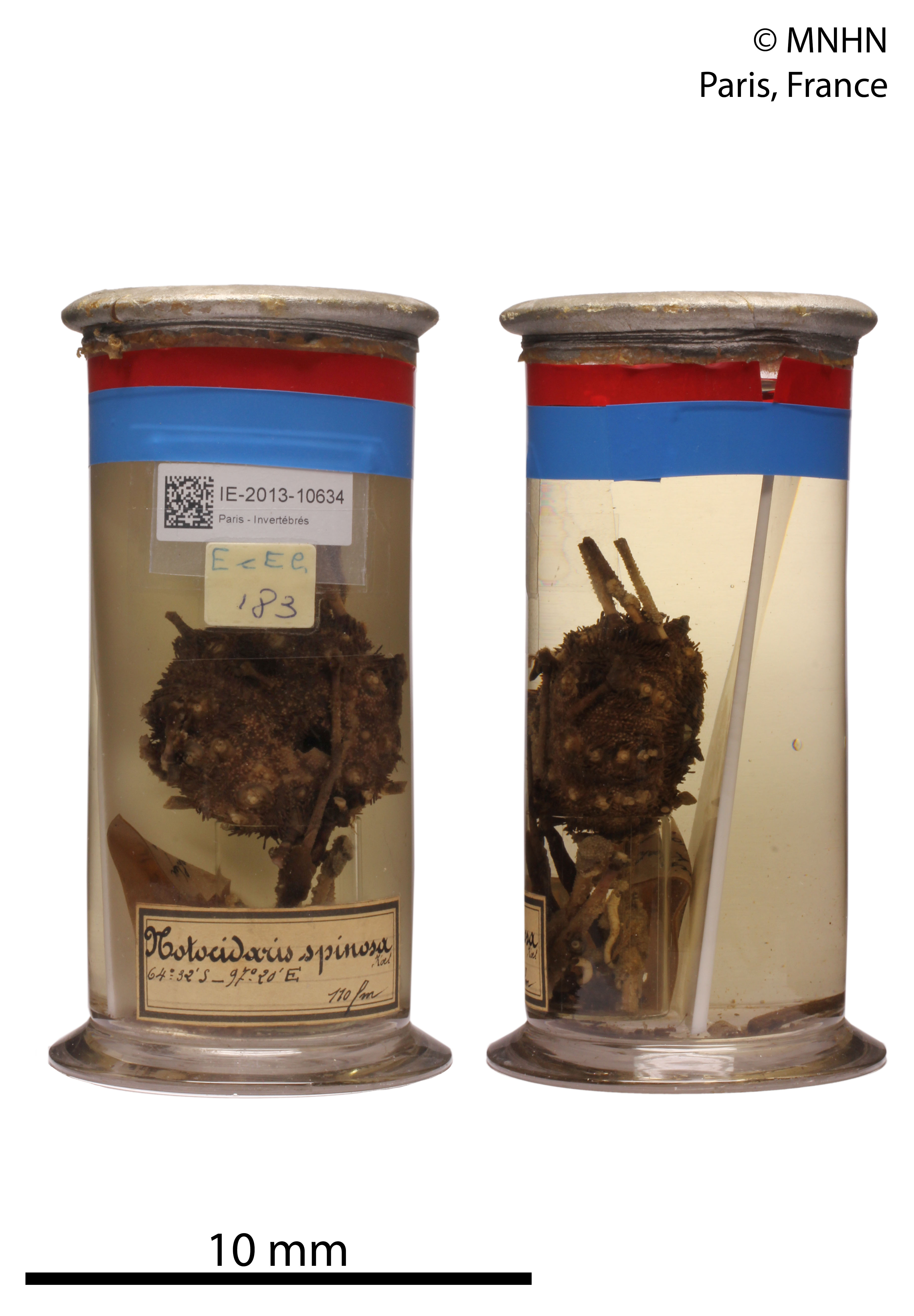
Ctenocidaris spinosa.